# Зональненське сільське поселення
Зона́льненське сільське поселення (рос. Зональненское сельское поселение) — сільське поселення у складі Томського району Томської області Росії.
Адміністративний центр — селище Зональна Станція.
Населення сільського поселення становить 10440 осіб (2019; 5944 у 2010, 5149 у 2002).
Станом на 2002 рік існувала Зональненська сільська рада (села Батурино, Вершинино, Коларово, Яр, присілки Казанка, Позднеєво, Писарево, селища Госсортоучасток, Зональна Станція, Ключі, Синій Утьос). Пізніше селища Госсортоучасток, Ключі та присілок Писарево були передані до складу Богашовського сільського поселення, села Батурино, Вершинино, Коларово, Яр, присілок Казанка та селище Синій Утьос утворили нове Спаське сільське поселення.

## Склад
До складу сільського поселення входять:
| Населений пункт          | Населення, осіб (2002) | Населення, осіб (2010) |
| ------------------------ | ---------------------- | ---------------------- |
| Зональна Станція, селище | 5035                   | 5813                   |
| Позднеєво, присілок      | 114                    | 131                    |